# 축퇴 에너지 수준
축퇴(縮退, degeneracy)는 물리학에서 두 개 이상의 물리 상태가 같은 에너지를 가지고 있는 상태이다.
보손들은 양자수가 같은 무한히 많은 상태가 있을 수 있으나, 페르미온들은  파울리 배타 원리 때문에 양자수가 모두 같은 상태가 하나밖에 존재할 수 없다.

## 같이 보기
- 축퇴물질